# Great Bend (Kansas)
Great Bend település az Amerikai Egyesült Államok Kansas államában, Barton megyében, melynek megyeszékhelye is. Lakosainak száma 14 733 fő (2020. április 1.).

## Népesség
A település népességének változása:

| 2010 | 15 995 |
| 2020 | 14 733 |